# Tung Burapha Stadium
Das Tung Burapha Stadium (Thai สนามกีฬาทุ่งบูรพา) ist ein Mehrzweckstadion in Ubon Ratchathani in der gleichnamigen Provinz Ubon Ratchathani, Thailand. Von 2015 bis 2016 wurde das Stadion als Heimspielstätte vom Zweitligisten Ubon United genutzt. Das Stadion hat eine Kapazität von 10.000 Personen. Eigentümer und Betreiber des Stadions ist die Ubon Ratchathani Municipality.

## Nutzer des Stadions
| Verein      | Zeitraum der Nutzung |
| ----------- | -------------------- |
| Ubon United | 2015 bis 2016        |